# Сингх, Шиврадж
Шиврадж Сингх (родился 30 сентября 1975 года) — индийский дворянин, бизнесмен и игрок в поло.
Полный титул — Шри Махараджкумар Шиврадж Сингхджи Сахиб, Юврадж Сахиб из Джодхпура.

## Происхождение

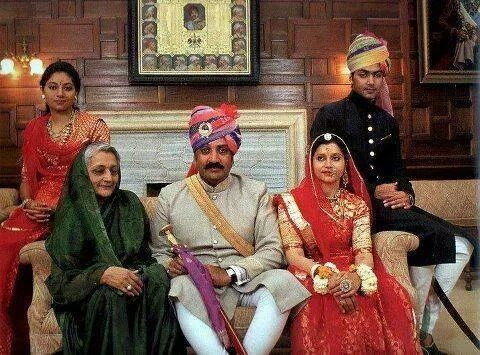
family picture of jodhpur royal family

Родился 30 сентября 1975 года в Джодхпуре, штат Раджастан, Индия. Единственный сын Гаджа Сингха (род. 1948), титулярного махараджи княжества Джодхпур и главы дома Ратхор (с 1952 года). Его матерью была Хемалата Раджье (род. 2 мая 1951), дочь раджи Пунча, крупного феодального княжества Кашмир, и его жены Налини Раджья Лакшми Деви, дочери короля Непала Трибхувана и королевы Ишвари Раджья Лакшми Деви.

## Образование
Шиврадж получил образование в колледже Майо в Аджмере, затем перешел в Итонский колледж, где играл в поло за Итон. После окончания Итона Шиврадж учился в Оксфордском университете Брукс, где получил степень в области делового администрирования. После окончания университета Шиврадж работал в Женевском и лондонском банке Шредера и в Джардин в Гонконге, прежде чем вернуться домой. В настоящее время он занимается управлением компанией Palace Hotel group, в которую входят Умайд Бхаван, Бал Саманд, Сардар Саманд, а также различными празднествами и мероприятиями с участием княжеской семьи Джодхпура.

## Карьера поло
Шиврадж Сингх — игрок в поло. Он в первую очередь отвечает за подготовку джодхпурской команды по поло.

## Авария в Рамбаге
Он получил серьезную травму головы во время матча Кубка Бирлы на стадионе «Рамбаг Поло Граунд» в феврале 2005 года. Шиврадж впал в кому и был срочно доставлен в больницу SMS после того, как потерял сознание. В его мозгу образовался тромб, поэтому 21 февраля его отвезли в Мумбаи на операцию в больницу Тата, но он оставался в коме более двух месяцев. Одиннадцать месяцев спустя он достаточно оправился, чтобы говорить короткими предложениями и передвигаться в инвалидном кресле. Его первое публичное выступление после аварии состоялось на вечеринке по случаю 58-летия его отца, состоявшейся на лужайках Барадари 13 января 2006 года; однако он наблюдал за происходящим со своего балкона. Шивранджани Радж сказал журналистам, что он активен и проходит реабилитацию с помощью американского профессионального физиотерапевта. Сообщается, что он может ходить с некоторой помощью.

## Брак и дети
10 марта 2010 года он был помолвлен с Гаятри Кумари Пал (род. 1988) из Лакхнау, бывшей княжеской семьей Аскота в Уттаранчале. Церемония помолвки состоялась во дворце Умайд Бхаван в Джодхпуре в присутствии отца Шивраджа, Гаджа Сингха II, матери Хемлаты Раджье и старшей сестры Шивранджини Раджье. Гаятри изучает компьютерную графику и анимацию. Свадьба состоялась 18 ноября 2010 года во дворце Рамбаг в Джайпуре. Свадьба была грандиозной, привлекла большое внимание средств массовой информации.
У пары есть одна дочь, Байджи Лал Сахиба Бханвар Байса Ваара Кумари Раджье, родившаяся 10 декабря 2011 года. 16 ноября 2015 года у пары родился мальчик, Радж Бханвар Сирадж Део Сингх.

## Происхождение
Его мать, Хемлата Раджье, дочь покойного раджи Шивратана Део Сингха из Пунча и принцессы Непала Налини Раджье Лакшми из Дехрадуна. У него есть сестра Шивранджани Раджье, родившаяся 22 августа 1974 года.
Он потомок короля Непала Трибхувана и через короля Трибхувана является потомком таких популярных личностей, как Махараджа Джанг Бахадур Кунвар Ранаджи, Туларам Панде, Сардар Рамакришна Кунвар и Амар Сингх Тапа.